# Takara-jima
Takara-jima (宝島) est une île du Japon, une des îles Tokara en mer de Chine orientale.

## Géographie
La plus au sud des Tokara, elle est située à 366 kilomètres de Kagoshima et à 90 km au nord de Amami-Ōshima. L'île est entourée par une barrière de corail.

## Histoire
Les nombreux tessons de céramique et des fondations d'habitations de la période Jōmon ainsi que de la période Yayoi, montrent que l'île est habitée depuis plus de 2 000 ans.
Ancienne possession du royaume de Ryūkyū jusqu'en 1624, sous l'époque d'Edo, elle appartient au domaine de Satsuma. En août 1824, un navire britannique viole la politique de l'isolement national et y envoie une compagnie d'une trentaine d'hommes qui tentent de voler le bétail des insulaires. Un marin anglais est alors tué. L'incident fut à l'origine de la décision du shogunat Tokugawa de l'édit pour repousser les navires étrangers qui fut appliqué jusqu'en 1824. Akira Yoshimura a tiré un roman de l'événement.
En 1896, elle passe à l'administration du district d'Ōshima et est depuis 1911 une partie du village de Toshima. De 1946 à 1952, l'île a été administrée par les États-Unis dans le cadre du gouvernement provisoire de îles Ryukyu du Nord.